# 無限飛行
《無限飛行》是一款免費飞行模拟游戏（早期收费），由Infinite Flight LLC 開發。可以在Windows Phone(不再更新)、Android和IOS还有Amazon（现况未知）等平台購買並下載。
遊戲裡面包含59架飛機及全球衞星地圖，飛行計劃，仪表着陆系统，自動駕駛儀，時間和天氣，重量和平衡，教學課程，對一些飛機會提供自動降落功能，重複播放，遊戲記錄並支援遊戲搖桿。该游戏内有连飞（需要Pro），飞航线（关卡），ATC等玩法。
Pro订阅价格约：1个月70RMB，6个月298RMB，1年506RMB。

## 连飞服务器
无限试飞的连飞服务器分为了三种：CS服，TS服，ES服。
CS服为休闲服务器，不能用真人ATC。
TS服为训练服务器，只允许G2以上玩家使用，本服务器对玩家有一定的技术要求，同时可以使用基本的真人ATC系统，系统可以发布违规/警告消息。
ES服为专家服务器，只允许G3以上的玩家使用，本服务器对玩家技术有严格要求，必须遵循实际飞行中各个步骤，否则将会被IF ATC或系统限制使用该服务器。
无限飞行对参与连飞的玩家以连飞次数，飞行时间，降落次数和违章数进行等级划分，分为G1，G2，G3，G4，G5五个等级。

## 配置需求
IOS13.0以上，安卓11以上。

## 关于Pro
即无限飞行的会员系统，用户可以根据自己的需求，选择开通一个月、六个月、一年的会员。也可以选择不开通，但是就不能解锁全球地图，全部飞机，和连飞了。

## 游戏特色
- 众多不同航司的客机、通用航空飞机和军用飞机（订阅无限飞行 Pro 解锁所有飞机）
- 多个区域具有高清卫星图像、较精确的地形、所有主要机场和部分3D机场，具有精确的跑道和滑行道布局
- 基于现实的导航数据，包括空域，助航设备，标准离场程序（SID），标准进场程序（STAR）以及仪表进近程序，由NavBlue（空客旗下公司）提供
- 可自定义的一天时间和天气条件（实时或自定义）
- 具有太阳、月亮和星星的真实大气
- 自动驾驶仪（支持控制所有飞行参数，导航模式将会遵循您的飞行计划，并可在一些使用飞机上自动着陆）
- 易于使用的飞行规划系统，包括准确的导航点和助航设备
- 仪表着陆系统 （ILS）
- 高级回放系统（有一点bug）
- 重量和平衡配置
- 飞机驾驶舱和飞机舱门动画、起落架悬挂和机翼弯曲，（仅部分机型）。

## 部分缺点
- 地景比较糊
- 部分飞机都是贴图，而且有的飞机很老也没有重做
- 夜晚飞机几乎没有照明灯光

## 版本历史
2011年
- 4月25日-在 Windows Phone 手机上发布了无限飞行的第一个版本。
- 5月5日-添加了新飞机 Cirrus SR22 。
- 6月2日-添加了波音737-800美国西南航空涂装和十项新功能。
- 6月17日-添加了南加州和ILS进近。
- 7月19日-添加了Airbus A380。
- 11月14日-添加了Boeing F-18、Fairchild Republic A-10、Airbus A321、Boeing C-17、Boeing 787-9和 Boeing 747-400。

2012年
- 3月19日-无限试飞在IOS上发布。
- 4月24日- 新增CRJ-200和航天飞机NASA Space Shuttle。

- 9月26日- 新增ERJ系列飞机和General Dynamics F-16 。
- 10月27日-添加了Boeing 767-300和Boeing 757-200飞机。
- 12月5日- 更新了Airbus A380 。

2013年
- 1月25日-发布了年度的第一个更新（添加了Grumman F14、两个新区域和其他的改进） 。
- 2月22日-添加了纽约地区。
- 4月4日- 添加了Boeing 717-200。
- 7月7日- 无限试飞上架了Google Play。
- 8月28日- 添加了Boeing 777-200ER 和Cessna 208飞机和其他区域 。

2014年
- 2月26日b737更新
- 5月13日b737-900加入，以及加入新地区
- 6月5日上架亚马逊
- 11月24日b747更新

2015年
- 3月28日-新增 新加坡和吉隆坡、夏威夷 地区。
- 8月25日-2015 年 8 月更新 。
- 11月2日-A320 更新。
- 11月19日-A319 和 A318 更新 。
- 2月7日-A321 重做。

2016年
- 3月3日- 更新Dash 8-Q400 并更新了用户界面 。
- 3月14日-新logo发布。
- 4月1日-首次发布全球图片。
- 8月6日-波音787 和 波音777 更新 。
- 12月6日-C-130更新 。
- 12月- 开始制作DC-10/MD-11。

2017年
- 1月31- 开展什么是"全球"主题。
- 2月19日-全球Alpha测试开始。
- 8月13日-全球Beta测试开始。
- 10月11日-在各大应用商店上发布全局更新 。
- 12月8日- 增加MD-11/DC-10。

2018年
- 3月13日-无限飞行 18.1 更新。
- 4月24日-地景更新。
- 5月1日-杰森·罗斯威尔和塞巴斯蒂安·席尔伯格加入FDS团队 。
- 5月18日-无限飞行18.2发布/CRJ-700 更新 。
- 6月9日- 参加英国模拟飞行博览会。
- 6月29日-无限航班 18.3发布/增加CRJ-900 和 A320系列更新 。
- 7月3日-无限飞行社区达到 50,000 个用户 。
- 8月9日-无限飞行 18.4发布/增加CRJ-200和-1000更新 。
- 9月26日-无限飞行18.5发布/TBM-930 更新 。
- 12月5日-无限飞行 18.6发布/A-10更新（A-10成为无限飞行第一款拥有动态仪表的飞机）。

2019年
- 3月14日-无限飞行 19.1发布/回放功能更新和A330系列软重做。
- 4月9日-开发时间表公布和空客A350宣布制作。
- 4月22日- 增加XCub飞机。
- 5月14日-波音777重做工程宣布 。
- 6月8日-飞行模拟博览会2019 。
- 7月4日-无限飞行 19.2发布/XCub 更新 [20]。
- 8月5日-无限飞行19.3发布/增加全高清15m地景，A320系列重做（空客A320系列成为无限飞行历史上第一款拥有动态仪表的客机）。
- 8月25日-塞斯纳172开始重做。
- 12月9日-无限飞行19.4发布 / 增加A350，改进C172和更新操作界面。

2020年
- 6月10日-无限飞行20.01.2版本发布 / 波音777-200ER增加动态仪表，更新引擎音效，增加舱门互动系统，可更换3种引擎的模型；波音737系列驾驶舱取消贴图变为动态仪表；更新了Ghost机制；编辑航路时可选择进场和离场程序；在自动驾驶中加入VNAV，可自动根据进场程序下降。宣布了更新波音777-300ER的计划。
- 7月31日-波音777-200F开始重做。
- 10月8日-无限飞行20.2版本开始公测。这是官方首次进行公开测试。
- 10月26日-20.2版本发布，包括重做之后的B77F，B77W，B77L。
- 12月15日-20.3版本完成公测正式发布，包括重做的B757-200。
- 12月30日-官方在年度回归视频中，展示了3D航站楼和卷云层的开发进度。

2021年
- 5月17日-21.1版本完成公测正式发布，添加了首批21个3D航站楼和卷云层。无限飞行从此进入3D时代。
- 6月4日-21.2版本发布，标志着无限飞行的更新周期开始逐渐缩短，每次更新均会附带部分3D机场更新。
- 7月26日-21.4版本发布，包括重做的A330-300。该机型是上一年重做机型投票的胜者。
- 9月13日-21.5版本发布，更新了全新机型A330-900neo。中国台湾地区的高雄机场也于此次更新推出。
- 9月23日-官方在博客文章中公布了A220和F/A-18的制作计划。
- 10月20日-21.6版本发布。此次更新也推出了中国内地首个3D机场-北京首都国际机场。
- 12月13日-22.8版本发布，更新了全新机型A220-300。